# Bruno Corbucci
Pour les articles homonymes, voir Corbucci.
Bruno Corbucci, né le 23 octobre 1931 à Rome et mort le 7 septembre 1996 dans la même ville, est un réalisateur et scénariste italien.

## Biographie
Frère du réalisateur Sergio Corbucci, Bruno Corbucci a partagé avec celui-ci sa passion pour le cinéma et le spectacle. Il commence sa carrière comme scénariste en écrivant de nombreux films, notamment des comédies avec Totò, pour des réalisateurs comme Steno, Enzo G. Castellari ou son frère et cette vocation va le suivre tout au long de sa carrière.
Il a co-signé avec son frère les scénarios de westerns tels que Django ou Le Grand Silence. En tant que réalisateur, il est surtout connu en Italie pour sa série de films policiers mettant en scène l'inspecteur Nico Giraldi, incarné à onze reprises par l'acteur cubain Tomás Milián, et pour ses films avec Bud Spencer.
Il meurt dans une clinique à Rome le 7 septembre 1996 à l'âge de 64 ans, des suites d'une attaque cardiaque.

## Filmographie partielle

### Comme réalisateur
- 1965 : Questo pazzo, pazzo mondo della canzone
- 1965 : James Tont operazione U.N.O.
- 1965 : James Tont operazione D.U.E.
- 1966 : Spia spione (it)
- 1966 : Ringo e Gringo contro tutti
- 1967 : Riderà (Cuore matto) (it)
- 1967 : Matelots sur le pont (it) (Marinai in coperta)
- 1967 : Peggio per me... meglio per te (it)
- 1968 : Zum zum zum coréalisé avec Sergio Corbucci
- 1968 : Tire, Django, tire (Spara, Gringo, spara)
- 1968 : I due pompieri (it)
- 1969 : Zum Zum Zum 2 (it)
- 1969 : Isabelle, duchesse du diable (Isabella duchessa dei diavoli)
- 1969 : Lisa dagli occhi blu (it)
- 1970 : Nel giorno del Signore (it)
- 1970 : Bolidi sull'asfalto a tutta birra! (it)
- 1970 : Deux Corniauds dans la brousse (Due bianchi nell'Africa nera)
- 1971 : La Grosse Combine (Il furto è l'anima del commercio!?...)
- 1971 : Deux Trouillards pistonnés (Io non spezzo... rompo)
- 1971 : Quand les femmes étaient femelles (Quando gli uomini armarono la clava e... con le donne fecero din don)
- 1972 : Boccace raconte (Boccaccio)
- 1972 : Il prode Anselmo e il suo scudiero
- 1973 : Les rangers défient les karatékas (Tutti per uno botte per tutti)
- 1974 : A forza di sberle (it)
- 1974 : Il trafficone
- 1976 : Flics en jeans (Squadra antiscippo)
- 1976 : Un flic très spécial (Squadra antifurto)
- 1977 : Nico l'arnaqueur (Squadra antitruffa)
- 1977 : Messaline, impératrice et putain (Messalina, Messalina!)
- 1977 : Le Fils du cheikh (Il figlio dello sceicco)
- 1978 : Brigade antimafia (Squadra antimafia)
- 1979 : Brigade antigang (Squadra antigangsters)
- 1979 : Meurtre sur le Tibre (Assassinio sul Tevere)
- 1979 : Agenzia Riccardo Finzi... praticamente detective (it)
- 1980 : Crime à Milan (Delitto a Porta Romana)
- 1981 : Delitto al ristorante cinese
- 1981 : Il ficcanaso
- 1981 : Uno contro l'altro, praticamente amici
- 1982 : Delitto sull'autostrada
- 1982 : La Lycéenne et les Fantômes (La casa stregata)
- 1983 : Escroc, Macho et Gigolo (Cane e gatto)
- 1983 : Comme un diable dans l'eau bénite (Il diavolo e l'acquasanta)
- 1984 : Crime en Formule 1 (Delitto in Formula Uno)
- 1984 : Pas folle, le flic (Delitto al Blue Gay)
- 1985 : Les Superflics de Miami (Poliziotti dell'ottava strada)
- 1986 : Aladdin (Superfantagenio)
- 1986 : Le volpi della notte (it) (téléfilm)
- 1988 : Rimini Rimini - Un anno dopo (it)
- 1989 : Classe di ferro (it) (série télé)
- 1993 : Quelli della speciale (it) (série télé)

### Comme scénariste
- 1957 : A vent'anni è sempre festa (it)
- 1957 : Il bacio del sole (Don Vesuvio) (it)
- 1960 : Chi si ferma è perduto de Sergio Corbucci
- 1961 : Les Deux Brigadiers (I due marescialli) de Sergio Corbucci
- 1962 : L'Amnésique de Collegno (Lo smemorato di Collegno) de Sergio Corbucci
- 1962 : Le Religieux de Monza (Il monaco di Monza) de Sergio Corbucci
- 1962 : Les Deux Colonels (I due colonnelli) de Steno
- 1962 : Les Sept Gladiateurs (I sette gladiatori) de Pedro Lazaga
- 1963 : Le Manoir de la terreur (Horror) d'Alberto de Martino
- 1963 : Le Quatrième Mousquetaire (I quattro moschettieri) de Carlo Ludovico Bragaglia
- 1963 : Avventura al motel de Renato Polselli
- 1965 : Deux Lurons sur la barricade (I figli del leopardo) de Sergio Corbucci
- 1966 : Per qualche dollaro in meno de Mario Mattoli
- 1966 : Django de Sergio Corbucci
- 1968 : Zum zum zum de lui-même et Sergio Corbucci
- 1968 : Django porte sa croix (Quella sporca storia nel West) d'Enzo G. Castellari
- 1973 : Les Amazones, filles pour l'amour et pour la guerre (Le Amazzoni - Donne d'amore e di guerra) d'Alfonso Brescia
- 1975 : Il cav. Costante Nicosia demoniaco ovvero: Dracula in Brianza de Lucio Fulci